# Virus de la hepatitis B
El virus de la hepatitis B (VHB) es un virus pequeño (42 nm de diámetro) de la familia Hepadnaviridae, causante de la hepatitis B. Fue descubierto por el médico Baruch Samuel Blumberg en 1963. El virus tiene diez serotipos principales (adr, adw, ayr, ayw), con base en los epítopes antigénicos de las proteínas de su envoltura. En total, existen ocho genotipos del virus (A-H) según la variación en la secuencia de nucleótidos del genoma viral. Los genotipos tienen una distribución geográfica distinta y son útiles para rastrear la evolución y la transmisión del virus. Las diferencias entre los genotipos afectan la severidad y el curso de la enfermedad, así como la probabilidad de complicaciones, la respuesta al tratamiento y las posibles vacunas que se produzcan.

## Estructura
El virus de la hepatitis B tiene una nucleocápside de forma icosaédrica y presenta una envoltura exterior de lípidos. La cápside encierra un ADN viral y una ADN polimerasa con actividad de transcriptasa inversa. La envoltura exterior contiene proteínas incrustadas que participan en la unión del virus, y a su entrada en las células susceptibles. El virus es uno de los más pequeños viriones con envoltura, aunque existen formas pleomórficas, incluidos filamentos y cuerpos esféricos que carecen de núcleo (core). Estas partículas no son infecciosas y se componen simplemente de los lípidos y proteínas que forma parte de la superficie del virión, es decir, los antígenos de superficie (HBsAg), y estos antígenos se producen en exceso durante el ciclo de vida del virus.

## Genoma

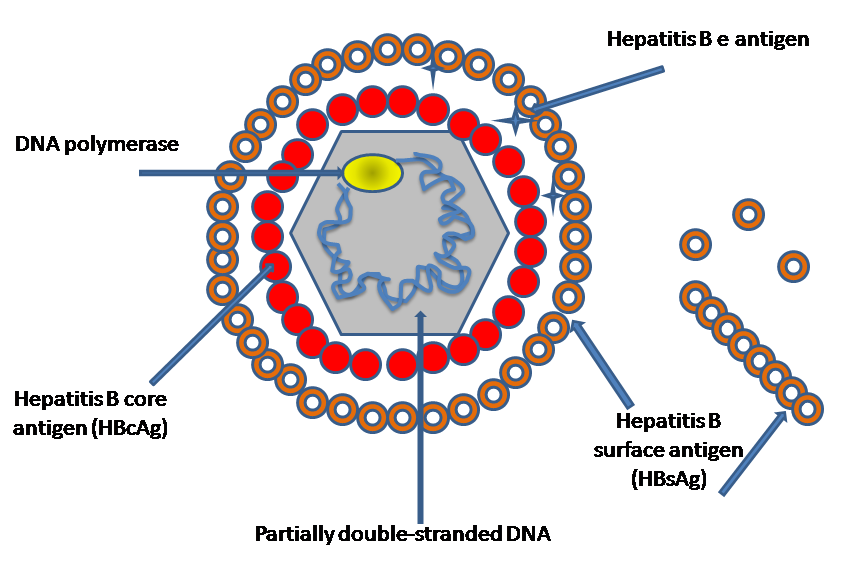
Imagen simplificada del virus de la hepatitis B con los antígenos de superficie.

El genoma del VHB está compuesto de ADN circular, y tiene la peculiaridad de que no se conforma una doble hebra completa. El extremo de una de las hebras está asociado con la ADN polimerasa viral. El genoma contiene entre 3020-3320 (la hebra de longitud máxima) y 1700-2800 nucleótidos de longitud (la hebra de longitud mínima). El segmento no codificante tiene sentido negativo y es complementaria al ARNm viral. El ADN viral se puede encontrar en el núcleo celular de la célula hospedadora poco después de la infección de la célula. La porción del ADN que una vez fue parcialmente doble cadena se hace plenamente doble porque se completa la hebra corta de sentido (+) y se elimina la molécula proteica de la hebra de sentido (-), así como una corta secuencia de la hebra de sentido (+), constituida por ARN. Las bases que no son codificadas se eliminan de los extremos de las hebras de sentido (-), y esos extremos se unen luego el uno al otro.
Hay cuatro genes conocidos codificados por el genoma, llamados C, X, P y S. La proteína del núcleo (core) es codificada por el gen C (HBcAg), y su codón de inicio está precedido por otro codón de inicio hacia arriba AUG de donde se sintetizan la proteína del pre-core. El procesamiento de esa proteína pre-core por proteólisis produce el antígeno HBeAg. La ADN polimerasa es codificada por el gen P. El gen S es el que codifica para el antígeno de superficie (HBsAg). El gen HBsAg es un extenso marco de lectura abierto, dentro del cual existen tres codones de inicio ATG que dividen la secuencia en tres secciones: pre-S1, pre-S2, y S. Debido a la existencia de estos múltiples codones de inicio, se producen tres polipéptidos de diferentes tamaños, llamados grandes, medianos y pequeños: pre-S1 + pre-S2 + S, pre-S2 + S, o S. La región X, codifica una proteína antigénica, de 154 aa, que da lugar a la aparición de anticuerpos que se encuentran en mayor proporción en los pacientes afectados de carcinoma hepático.

## Replicación
El ciclo de replicación del virus de la hepatitis B es complejo. La hepatitis B es uno de los pocos virus conocidos, con excepción del retrovirus, que utiliza la transcripción inversa como parte de su proceso de replicación. El virus es capaz de dominar la célula hospedadora comenzando por la unión a un receptor en la superficie de la célula y entrando a través de endocitosis. Debido a que el virus se replica en virtud de la acción del ARN controlada por una enzima dentro la célula huésped, el ADN del genoma viral deberá ser transferido al núcleo de la célula huésped. La hebra del ADN que es parcialmente bicatenaria se convierte en doble hélice y se une formando un ADN circular covalentemente cerrado (cccDNA) que sirve de matriz para la transcripción de cuatro ARNm virales. El mayor de los ARNm, que es más largo que el genoma viral mismo, se usa para hacer nuevas copias del genoma y las proteínas virales de la cápside nuclear y la ADN polimerasa. Un total de cuatro transcripciones virales se transforman en viriones, que son liberados por la célula o regresados al núcleo y reciclados para producir otras copias virales. El ARNm largo retorna al citoplasma, donde la proteína P del virus sintetiza ADN a través de la actividad de la transcriptasa inversa.